# Los Angeles Police Department

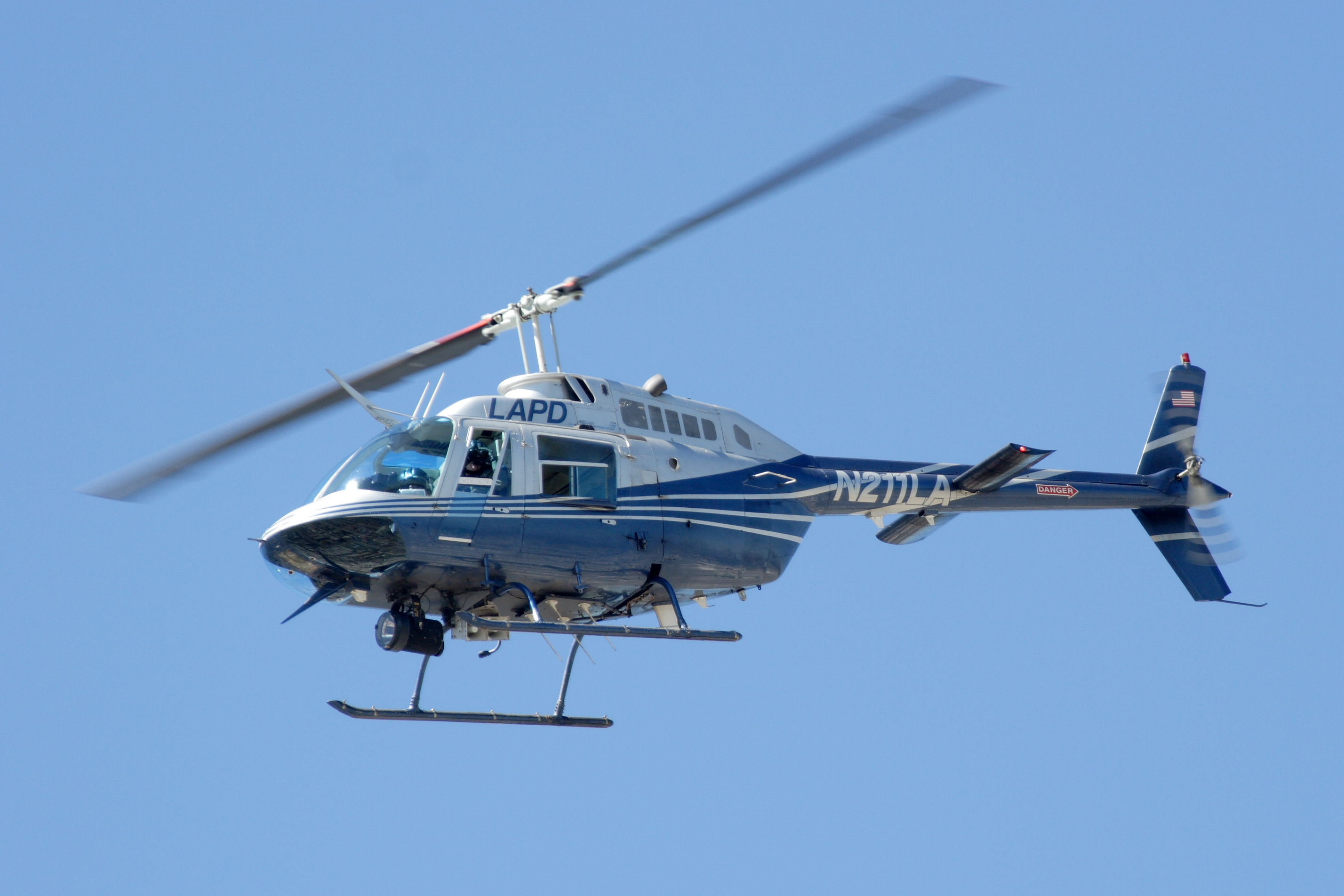

Los Angeles Police Department (LAPD), oficiálně City of Los Angeles Police Department, je policejní sbor v Los Angeles v USA. S 10 tisíci příslušníky a třemi tisíci civilními zaměstnanci je třetí největší po New York Police Department a Chicago Police Department. Útvar vznikl roku 1869 a v roce 1972 se stal prvním policejním oddělením v USA, který zřídil jednotku SWAT. Pod jurisdikci LAPD spadá území města Los Angeles o rozloze přibližně 1300 km², kde žijí zhruba 4 milióny lidí.

## Specifikace
Policisté nosí modrou uniformu, opatřenou odznakem na levé náprsní kapse. Na odznaku je umístěn nápis Los Angeles Police a specifikace útvaru, pokud jde o speciální útvar. V případě řadových policistů zde stojí Police Officer - tedy policejní důstojník. V odznaku je také umístěn text: Los Angeles Founded 1781 - Los Angeles - založeno 1781.
Jako vozidla používá útvar automobily Ford, Chevrolet nebo Dodge, dále motocykly zn. BMW.
Výzbroj tvořily pistole Glock 22, avšak dochází k procesu přezbrojení. Brokovnice jsou značky Remington, Mossberg, či Winchester. Policie používá zbraně M4, jak ráže 5,56 × 45 mm NATO, tak ráže 9 mm Luger. K dovybavení hlídkových vozidel zbraněmi ráže 5,56 mm došlo po situaci s bankovní loupeží v městské části North Hollywood, 28. února 1997, kde byli lupiči vybaveni i doma vyrobenými balistickými vestami, které zbraně ráže 9mm Luger, nebo brokovnice nedokázaly prorazit.

## Struktura
Jednotka je rozdělena na divize, důležitou je divize Metro (metropolitní policie, centrální policejní oddělení).

### Divize Metro
Divize Metro je rozdělena na 5 čet.
- MOS - Personální a výcvikové oddělení,
- Čety B a C - Jsou pověřené bojem proti kriminalitě.
- Četa D - S.W.A.T.
- Četa E - Jízdní jednotky
- Četa K9 - Četa psovodů K9

## Externí odkazy

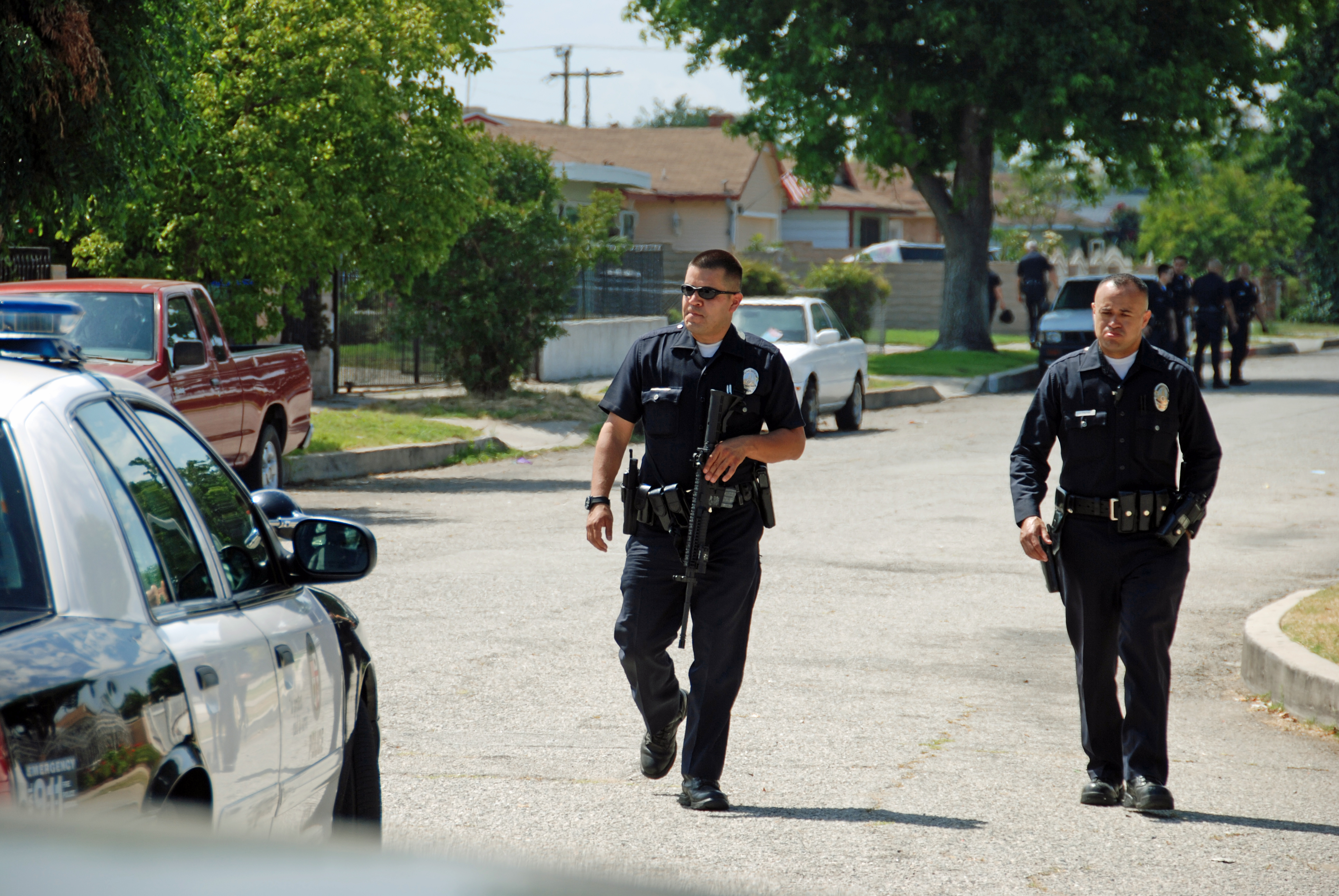